# 大田镇 (恩平市)
大田镇，是中华人民共和国广东省江门市恩平市下辖的一个乡镇级行政单位。

## 行政区划
大田镇下辖以下地区：
大田墟镇社区、朗底墟社区、石山村、上南村、朗北村、朗西村、华南村、白石村、东南村、黄沙村、北合村和炉塘村。